# Antanas Bagdonavičius
Antanas Ljeonovits Bagdonavičius, sovjetski veslač litvanskega rodu, * 15. junij 1938, Bobėnai, Litva, † 9. marec 2024.
Bagdonavičius je za Sovjetsko zvezo nastopil na Poletnih olimpijskih igrah 1960, 1964 in 1968.
Leta 1960 je bil v Rimu član dvojca s krmarjem, ki je osvojil srebrno medaljo. Leta 1964 je v sovjetskem osmercu osvojil peto mesto, leta 1968 pa je spet veslal v osmercu, ki je osvojil bronasto medaljo. 